# Řeřišnice nedůtklivá
Řeřišnice nedůtklivá (Cardamine impatiens) je poměrně nenápadná, stínomilná, bíle kvetoucí rostlina bez ekonomického významu, druh z rodu řeřišnice. V České republice je hojně rozšířena.

## Výskyt
Řeřišnice nedůtklivá vyrůstá v Evropě téměř souvisle od Britských ostrovů a Pyrenejského poloostrova na západě až po řeku Volhu na východě. Na severu je evropský areál výskytu ohraničen Skandinávským poloostrovem a na jihu Apeninským a Balkánským poloostrovem. Poměrně izolované arely jsou na Kavkaze, východní Sibiři, ve Střední Asii, na indickém subkontinentu, v Číně, Koreji a Japonsku. Byla zavlečena do Severní Ameriky a Jižní Afriky.
Roste nejčastěji na vlhké, kyselé, na živiny bohaté půdě v řídkých listnatých lesích, na mýtinách nebo podél lesních cest. V Česku, kde je považována za původní druh, se vyskytuje téměř na celém území od nížin až do podhůří.

## Popis
Obvykle lysá dvouletá bylina vysoká 10 až 80 cm s přímou rovnou nebo zprohýbanou lodyhou vyrůstající z větveného kořene. Rýhovaná dutá lodyha může být v celé délce jednoduchá nebo v horní polovině rozvětvená. Přízemní růžice listů, vyrostlá v prvém roce a v době kvetení již suchá, je tvořena lichozpeřenými listy se čtyřmi až osmi páry řapíčkatých, obvejčitých, po obvodě laločnatých až peřenodílných lístků. Hustě vyrůstající útlé lodyžní listy jsou střídavé, krátce řapíkaté a mají ouška objímající lodyhu. Tyto listy bývají lichozpeřené se třemi až deseti páry lístků rozličných tvarů které mohou být celokrajné až zubaté a celistvé či peřenodílné.
Na koncích větví vyrůstá v prodlužujícím se hroznu 15 až 30 čtyřčetných květů. Podlouhlé kališní lístky s blanitým lemem jsou asi 1,5 mm velké. Obkopinaté a na vrcholu okrouhlé korunní lístky bílé barvy jsou dlouhé 2,5 až 3 mm. Šest čtyřmocných tyčinek nese žlutozelené vejčité prašníky, tenká čnělka je zakončena půlkulovitou bliznou. Kvetou od května do července.
Plody jsou šešule, 15 až 25 mm dlouhé a 1 mm tlusté, které rostou na šikmo odstávajících stopkách. Po doteku v době zralostí se chlopně šešulí pružně zkroutí a hnědá elipsoidní zploštělá semena, asi 1 mm velká, se vymršťují až na metr daleko od rostliny; životaschopnost semen je delší než pět let. Druh se rozmnožuje výhradně semeny která mohou být rozšiřovaná větrem, přívalovou vodou nebo lidskou činností.
Řeřišnice nedůtklivá je pro lidskou populaci hospodářsky bezvýznamnou rostlinou, pouze v tradiční čínské medicíně se oleje získaného ze semen používá jako léku.

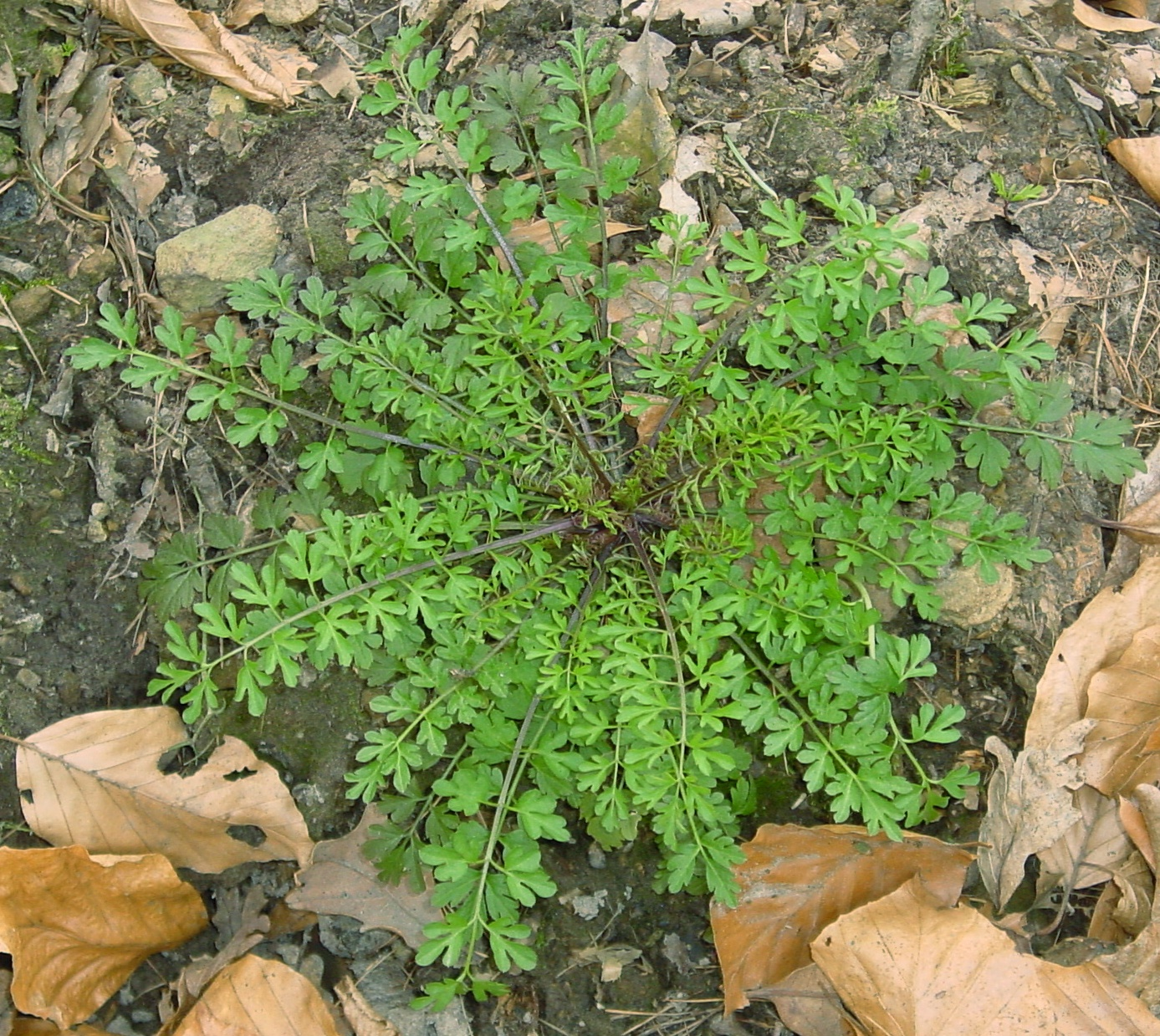
Listová růžice
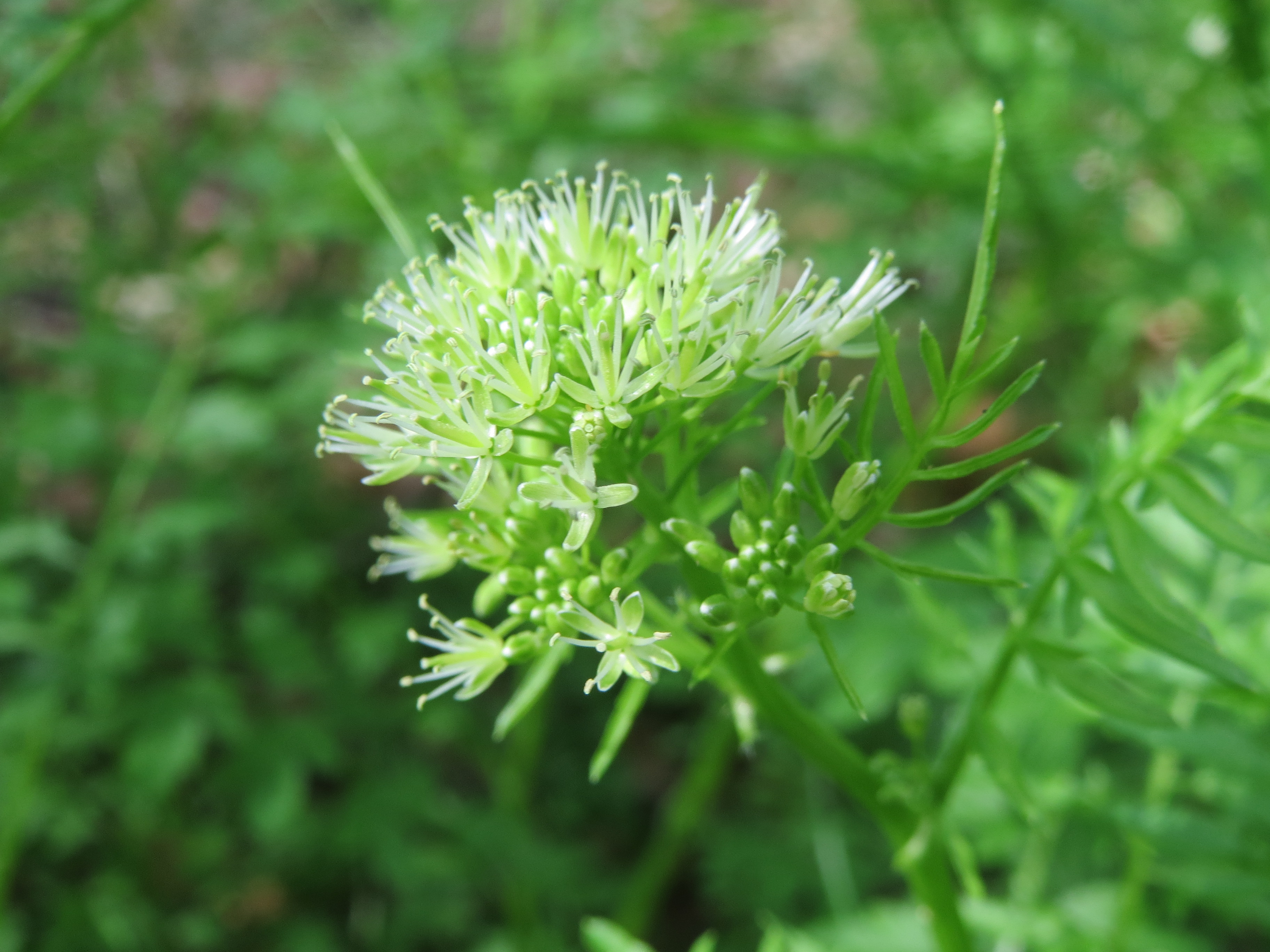
Hrozen květů před prodloužením
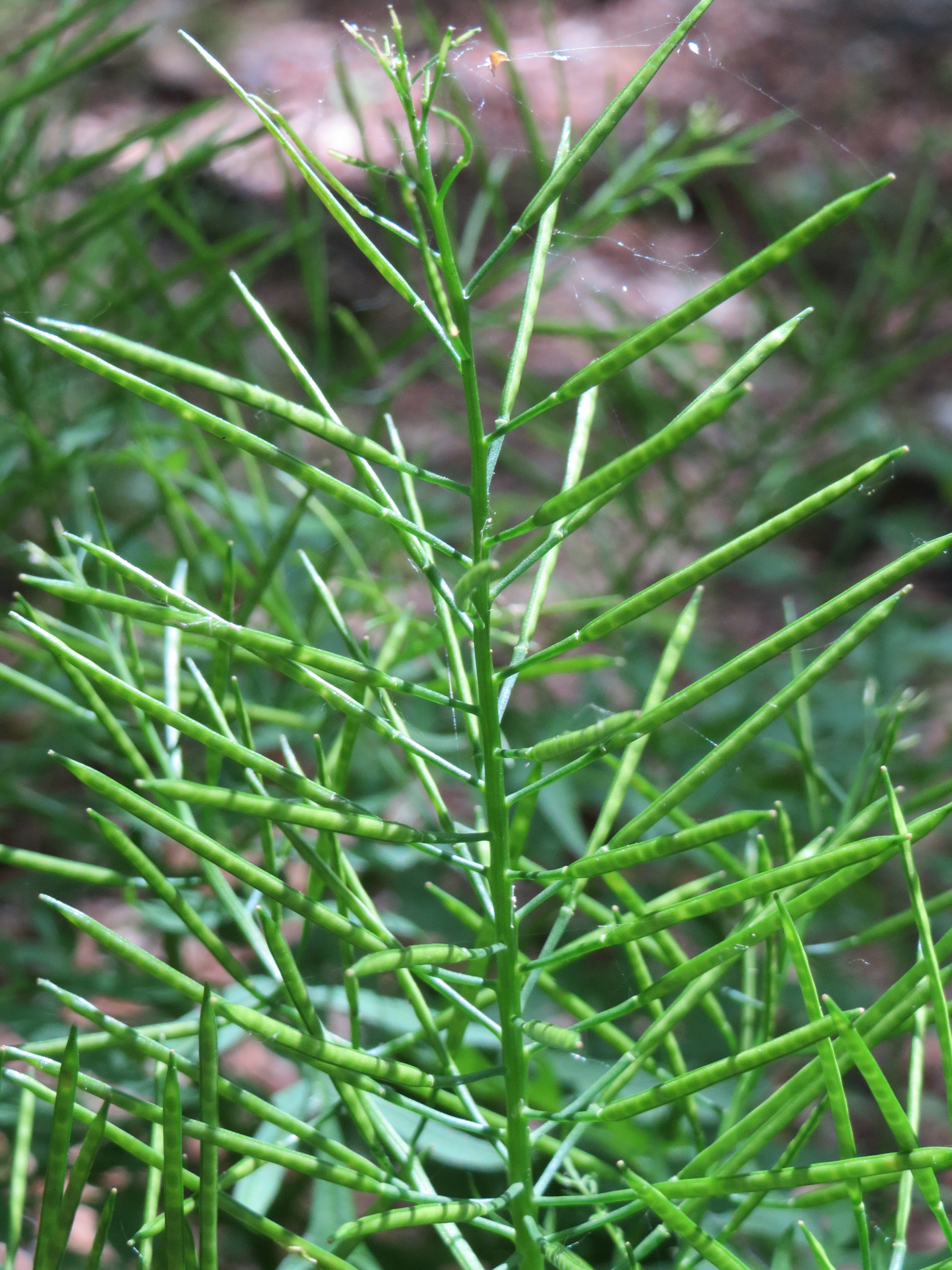
Dozrávající šešule
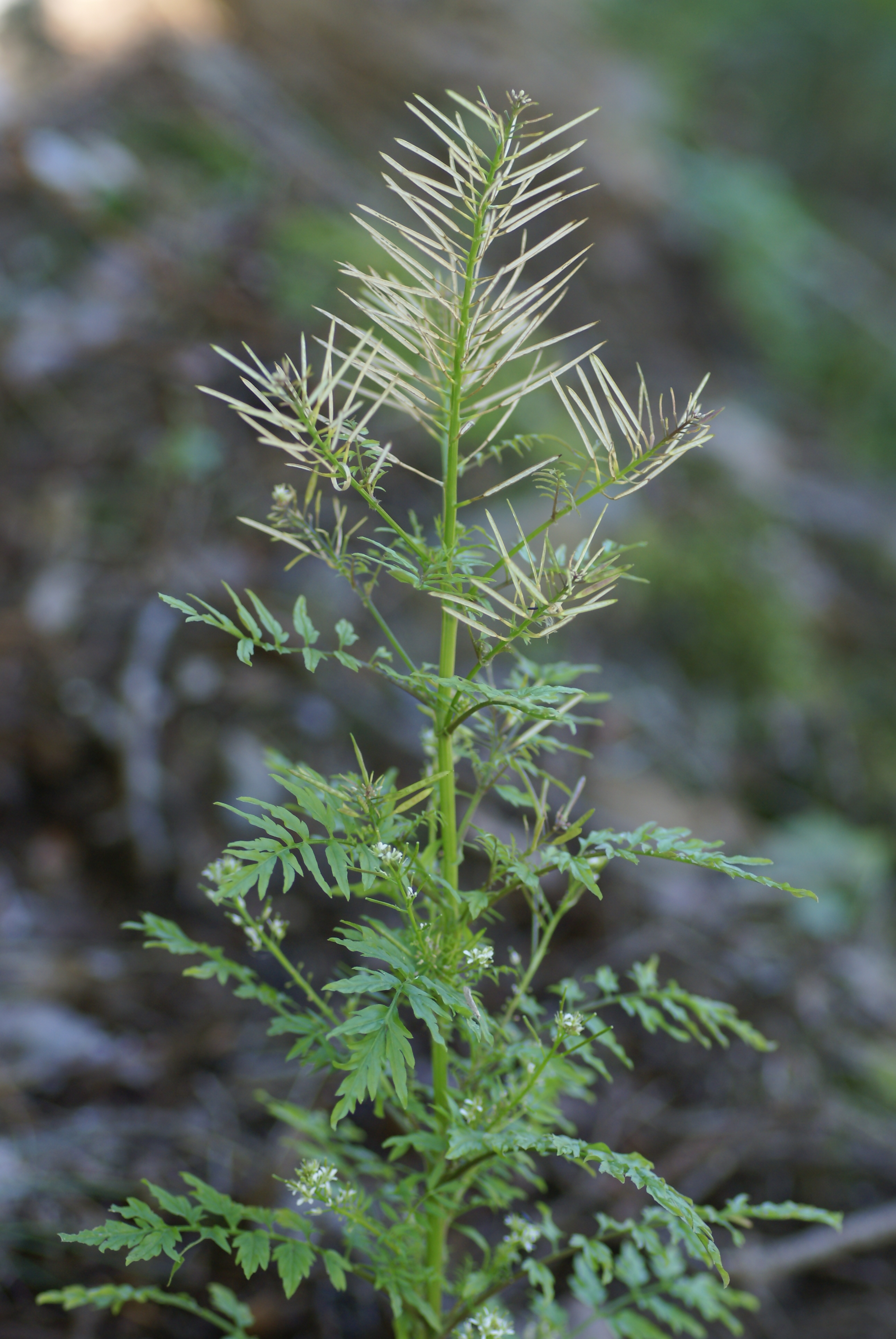
Odkvetlá rostlina